# Alojzij Mav
Alojzij (Lojze) Mav, slovenski duhovnik, skladatelj in dirigent, * 21. junij 1898, Groblje, † 23. julij 1977, Ljubljana.
Pisal je cerkvene in zborovske skladbe, včasih tudi v ljudski motiviki ter scensko glasbo. Mdr. je avtor koračnice Moja domovina. Najobsežnejše Mavovo delo je opereta Angel z avtom na libreto Maksa Simončiča, ki je bila na odru ljubljanske Opere uprizorjena leta 1940.